# Onderstand
De aanduiding onderstand wordt in Curaçao, Sint Maarten en Caribisch Nederland – en voorheen in Nederland – gebruikt voor een inkomensondersteuning voor wie niet zelf in zijn bestaan kan voorzien. In Europees Nederland en Aruba wordt de vergelijkbare sociale voorziening 'bijstand' genoemd.

## Caribisch Nederland
In het Besluit onderstand BES, artikel 6, lid 1 is bepaald dat een persoon die rechtmatig woonachtig is in een openbaar lichaam Bonaire, Sint Eustatius of Saba en die naar het oordeel van de minister van Sociale Zaken en Werkgelegenheid aldaar in zodanige omstandigheden verkeert dat hij niet de middelen kan verwerven om in de noodzakelijke kosten van het bestaan te voorzien en die voldoet aan de plicht tot arbeidsinschakeling, recht heeft op onderstand van overheidswege. Het Besluit onderstand BES vindt zijn grondslag in artikel 18.3 van de Invoeringswet openbare lichamen Bonaire, Sint Eustatius en Saba (IBES).
Per 1 januari 2012 waren er op Sint Eustatius, Saba en Bonaire respectievelijk 15, 13 en 211 inwoners die een beroep deden op de onderstand. Voor 2017 is het basisbedrag voor Bonaire $ 91,- voor Saba $ 109,- en voor St. Eustatius $ 111,-; per twee weken. Daarnaast zijn er nog individuele toeslagen zoals toeslag voor zelfstandig wonen, kinderen, en niet meer arbeidsgeschikt. De bedragen zijn voor zowel Europese als Caribische begrippen laag, maar de ontvangers mogen met behoud van uitkering bijverdienen tot het minimumloon.
Naast de algemene onderstand, bestaat er ook bijzondere onderstand voor kosten die worden veroorzaakt door bijzondere omstandigheden en die de draagkracht van de aanvrager te boven gaan.
De uitvoering van de onderstand wordt verzorgd door de unit Sociale Zaken en Werkgelegenheid van de Rijksdienst Caribisch Nederland.